# Zöbing (Gemeinde St. Margarethen an der Raab)
Zöbing, auch Zöbing an der Raab, ist eine Ortschaft und eine Katastralgemeinde der Gemeinde St. Margarethen an der Raab im Bezirk Weiz in Steiermark. Die Ortschaft hat 351 Einwohner (Stand 1. Jänner 2024).

## Geografie
Der Ort an der Raab besteht aus zahlreichen landwirtschaftlichen Anwesen. Weitere Ortsteile sind die Rotten Großzöbingberg und Kleinzöbingberg. Am Ort führt die Steirische Ostbahn vorbei, die im Norden mit der Haltestelle Kroisbach-Zöbing eine Station hat.

## Siedlungsentwicklung
Zum Jahreswechsel 1979/1980 befanden sich in der Katastralgemeinde Zöbing insgesamt 138 Bauflächen mit 44.501 m² und 285 Gärten auf 495.270 m², 1989/1990 gab es 127 Bauflächen. 1999/2000 war die Zahl der Bauflächen auf 175 angewachsen und 2009/2010 bestanden 208 Gebäude auf 312 Bauflächen.

## Geschichte
Laut Adressbuch von Österreich waren im Jahr 1938 in der Ortsgemeinde Zöbing zwei Brunnenbauer, zwei Gastwirte, ein Gemischtwarenhändler, ein Schneider und eine Schneiderin, zwei Schuster, ein Spengler, ein Viehhändler, ein Wagner und ein Landwirt mit Ab-Hof-Verkauf ansässig. Weiters gab es beim Ort ein Elektrizitätswerk.

## Bauwerke
Die Wegkapelle in der Ortsmitte steht unter Denkmalschutz (Listeneintrag).

## Bodennutzung
Die Katastralgemeinde ist landwirtschaftlich geprägt. 204 Hektar wurden zum Jahreswechsel 1979/1980 landwirtschaftlich genutzt und 121 Hektar waren forstwirtschaftlich geführte Waldflächen. 1999/2000 wurde auf 244 Hektar Landwirtschaft betrieben und 121 Hektar waren als forstwirtschaftlich genutzte Flächen ausgewiesen. Ende 2018 waren 211 Hektar als landwirtschaftliche Flächen genutzt und Forstwirtschaft wurde auf 127 Hektar betrieben. Die durchschnittliche Bodenklimazahl von Zöbing beträgt 41,5 (Stand 2010).